# 2680 Матео
2680 Матео (2680 Mateo) — астероїд головного поясу, відкритий 1 липня 1975 року.
Тіссеранів параметр щодо Юпітера — 3,491.